# Design Exchange

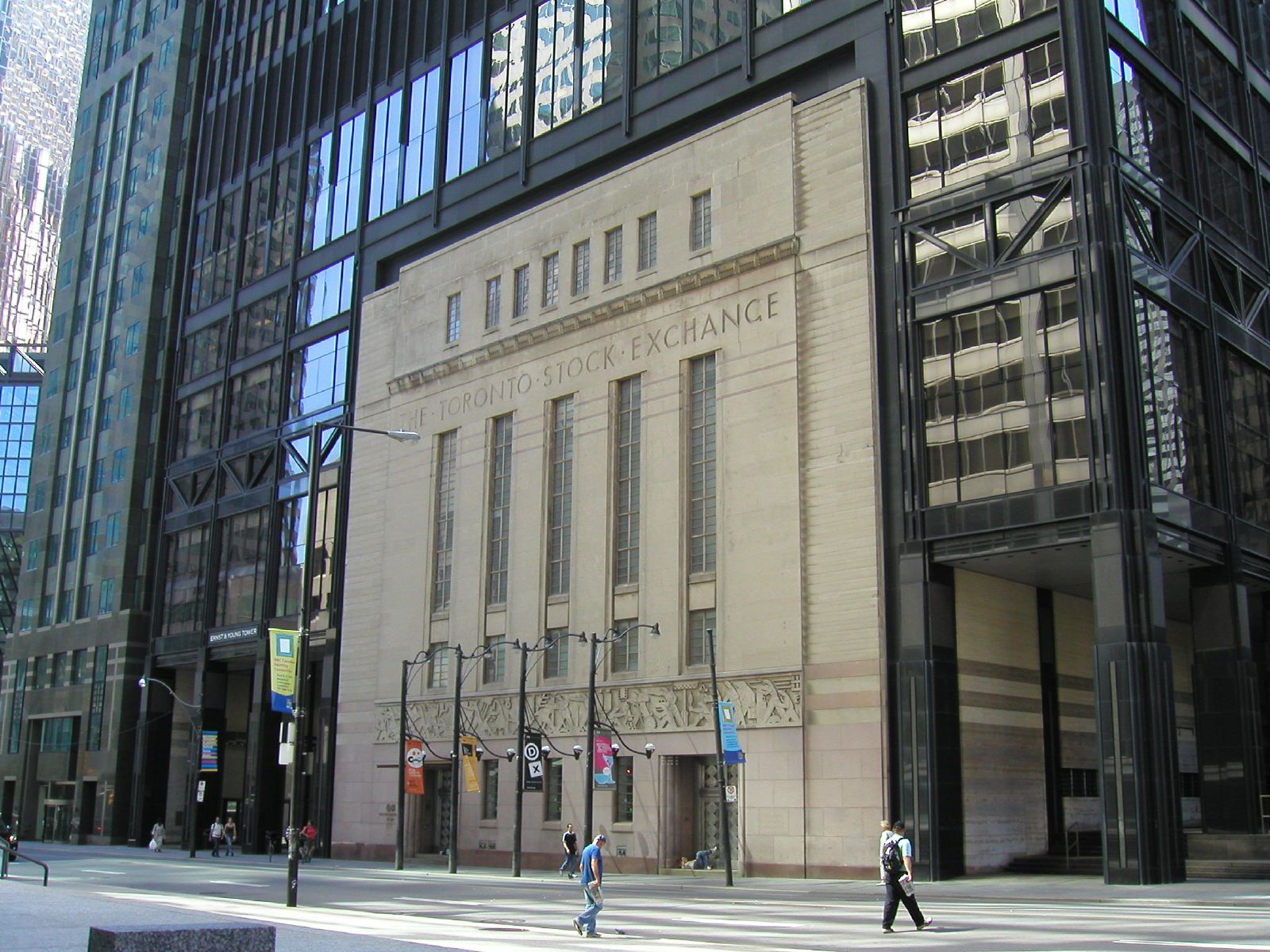
Budynek galerii.

The Design Exchange to galeria sztuki znajdująca się w kanadyjskim mieście Toronto, w rejonie Financial District. Promuje głównie kanadyjskie wzornictwo poprzez wystawy i wykłady.
Od 1994 roku znajduje się w dawnym budynku giełdy (stąd w nazwie Exchange), który wkomponowano w nowszy drapacz chmur, zachowując jednak wiele ze starej struktury. Oryginalny budynek, zaprojektowany w stylu art déco przez studio George and Moorehouse, postawiono w 1937 na miejscu budynków z 1912.
Front budynku starej giełdy Toronto Stock Exchange posiada charakterystyczne reliefy w wapieniu, zaprojektowane przez Charlesa Comfort, przedstawiające modne w owych czasach obrazy ludzi pracy, prężną kapitalistyczną ekonomię kraju, lecz na jednym z reliefów kapitalista sięga do kieszeni robotnika. Podobne płaskorzeźby zdobią metalowe drzwi. Wewnątrz zachowano starą salę giełdową i oryginalny wystrój art déco w pomieszczeniach. Sala giełdowa i inne pomieszczenia dziś służą za powierzchnie wystawowe.